# Grand Prix automobile de Belgique 2012
GP précédent GP suivant
Le Grand Prix automobile de Belgique 2012 (2012 Formula 1 Shell Belgian Grand Prix), disputé le 2 septembre 2012 sur le circuit de Spa-Francorchamps, est la 870e épreuve du championnat du monde de Formule 1 courue depuis 1950. Il s'agit de la soixante-huitième édition du Grand Prix de Belgique, la cinquante-septième comptant pour le championnat du monde de Formule 1, la quarante-cinquième se tenant à Spa-Francorchamps, et de la douzième manche du championnat 2012.
Le départ de la course est marqué par un accrochage entre Romain Grosjean et Lewis Hamilton qui provoque un carambolage dont Fernando Alonso et Sergio Pérez font aussi les frais. Alors que la voiture de sécurité fait son apparition pour permettre aux commissaires de course d'évacuer les débris des quatre monoplaces endommagées, Jenson Button profite de sa pole position pour se porter en tête. Il mène l'intégralité des tours de course et remporte sa deuxième victoire de la saison. Sebastian Vettel, auteur d'une belle remontée, se classe deuxième devant Kimi Räikkönen et Nico Hülkenberg, auteur de son meilleur résultat dans la discipline. Malgré son abandon prématuré, Alonso reste en tête du championnat du monde des pilotes avec 164 points, même si Vettel comble une partie de son retard (140 points). À l'issue de la course, dix-huit des vingt-quatre pilotes en lice au championnat ont marqué au moins un point.
Chez les constructeurs, Red Bull Racing, avec 272 points, devance toujours McLaren (218 points), Lotus (207 points) et Ferrari (199 points). À la fin du Grand Prix, neuf des douze écuries engagées au championnat ont marqué des points, Caterham, Marussia et HRT n'en ayant pas encore inscrit.
Après investigation des commissaires de course, Romain Grosjean est reconnu coupable de l'accident du départ et écope d'une suspension d'une course : il ne peut prétendre disputer le Grand Prix d'Italie, la semaine suivante à Monza. C'est la première fois depuis la saison 1994 que la FIA inflige une telle sanction à un pilote.

## Essais libres

### Première séance, le vendredi de 10 h à 11 h 30
| Pos. | Pilote           | Voiture            | Chrono         | Écart     |
| ---- | ---------------- | ------------------ | -------------- | --------- |
| 1    | Kamui Kobayashi  | Sauber-Ferrari     | 2 min 11 s 329 |           |
| 2    | Pastor Maldonado | Williams-Renault   | 2 min 11 s 941 | + 0 s 552 |
| 3    | Daniel Ricciardo | Toro Rosso-Ferrari | 2 min 12 s 004 | + 0 s 615 |
| 4    | Jean-Éric Vergne | Toro Rosso-Ferrari | 2 min 12 s 824 | + 1 s 435 |
| 5    | Mark Webber      | Red Bull-Renault   | 2 min 13 s 191 | + 1 s 802 |
| 6    | Sergio Pérez     | Sauber-Ferrari     | 2 min 13 s 861 | + 2 s 472 |

La température de l'air est de 12 °C, la piste est à 13 °C et il pleut à verse au départ de la première séance d'essais libres du Grand Prix de Belgique. Dans ces conditions dantesques, les pilotes bouclent un premier tour d'installation à vitesse réduite et chaussés de pneus pluie. Kamui Kobayashi réalise le premier tour chronométré en 2 min 17 s 705 et il faut attendre plus de quarante minutes et une légère accalmie météorologique pour que Daniel Ricciardo améliore à deux reprises en 2 min 14 s 520 puis 2 min 13 s 244,,,.
Jean-Éric Vergne prend ensuite la tête en 2 min 13 s 179 mais Kobayashi améliore en 2 min 12 s 015 et Ricciardo en 2 min 12 s 004. Pastor Maldonado se hisse en tête en 2 min 11 s 941 mais Kamui Kobayashi réalise finalement la meilleure performance de la session en 2 min 11 s 389,,,. 
De nombreux pilotes ne cherchent pas à boucler le moindre tour chronométré, surtout après que les prévisions météorologiques ont indiqué que le reste du week-end devrait être sec : il n'y a ainsi que peu d'intérêt à rouler sur une piste détrempée. Dans les derniers instants de la séance, Michael Schumacher glisse dans le Raidillon de l'Eau Rouge mais réussit à garder le contrôle de sa monoplace grâce aux dégagements en bitume de part et d'autre de la montée. Dans l'ultime phase de la séance, tous les pilotes se présentent en piste pour les dernières secondes. Pastor Maldonado et Paul di Resta subissent la même mésaventure que Schumacher,,,. 
Après la sortie du drapeau à damier, Felipe Massa abandonne sa monoplace à la chicane de l'arrêt de bus dans un panache de fumée,,,. 
- Valtteri Bottas, pilote essayeur chez Williams F1 Team, a remplacé Bruno Senna lors de cette séance d'essais.
- Dani Clos, pilote essayeur chez HRT, a remplacé Narain Karthikeyan lors de cette séance d'essais.

### Deuxième séance, le vendredi de 14 h à 15 h 30
| Pos. | Pilote           | Voiture              | Chrono         | Écart     |
| ---- | ---------------- | -------------------- | -------------- | --------- |
| 1    | Charles Pic      | Marussia-Cosworth    | 2 min 49 s 354 |           |
| 2    | Daniel Ricciardo | Toro Rosso-Ferrari   | 2 min 49 s 750 | + 0 s 396 |
| 3    | Fernando Alonso  | Ferrari              | 2 min 50 s 497 | + 1 s 143 |
| 4    | Paul di Resta    | Force India-Mercedes | 2 min 51 s 333 | + 1 s 979 |
| 5    | Pastor Maldonado | Williams-Renault     | 2 min 51 s 660 | + 2 s 306 |
| 6    | Timo Glock       | Marussia-Cosworth    | 2 min 52 s 076 | + 2 s 722 |

La température de l'air est de 11 °C et la piste est à 12 °C au départ de la deuxième séance d'essais du Grand prix de Belgique. Comme durant la matinée, la pluie est incessante et, pour corser le tableau, désormais un vent très important s'est levé. La piste est quasiment impraticable et aucun pilote ne s'élance à l'ouverture de la session, même pour effectuer un simple tour d'installation,,,. 
Peu après la mi-séance, Nico Rosberg est le premier pilote à prendre la piste. Les conditions sont telles que l'Allemand doit ralentir en ligne droite à cause des rivières qui traversent la piste de part en part, notamment après Pouhon. Rosberg rentre aux stands dès la fin de son premier tour mais reprend la piste après un rapide arrêt, suivi quelques instants plus tard par son coéquipier Michael Schumacher et Heikki Kovalainen, qui sort de la piste au virage des Combes. Le Finlandais ne touche rien et peut rejoindre son stand à vitesse modérée. S'ils parviennent à boucler plusieurs tours d'affilée, Rosberg et Schumacher regagnent leur stand sans avoir pu tenter d'effectuer le moindre tour lancé,,,. 
À vingt-cinq minutes du terme, Lewis Hamilton s'élance, suivi par Nico Hülkenberg, Sebastian Vettel et Jenson Button, mais aucun ne parvient à réaliser de tour lancé. Quelques pilotes apparaissent alors en piste les uns après les autres à un quart d'heure de la fin de la séance, dont Felipe Massa qui dispose d'un nouveau moteur après la casse du matin,,,. 
Au terme de la séance, plusieurs pilotes réalisent des essais de départ sur piste humide. Désormais, chaque essai de départ oblige le pilote à boucler un tour complet, ce qui permet à la FIA de prendre en compte les temps réalisés. Charles Pic réalise ainsi le meilleur temps de la séance en 2 min 49 s 354, à plus de 30 secondes du temps établi par Kamui Kobayashi dans la matinée, et à plus d'une minute de la pole position de l'année précédente. Les dix pilotes ayant signé un temps sont, outre Pic, Daniel Ricciardo, Fernando Alonso, Paul di Resta, Pastor Maldonado, Timo Glock, Kamui Kobayashi, Jean-Éric Vergne, Nico Hülkenberg et Sergio Pérez,,,.

### Troisième séance, le samedi de 10 h à 11 h
| Pos. | Pilote          | Voiture          | Chrono         | Écart     |
| ---- | --------------- | ---------------- | -------------- | --------- |
| 1    | Fernando Alonso | Ferrari          | 1 min 48 s 542 |           |
| 2    | Kimi Räikkönen  | Lotus-Renault    | 1 min 48 s 683 | + 0 s 141 |
| 3    | Sergio Pérez    | Sauber-Ferrari   | 1 min 48 s 850 | + 0 s 308 |
| 4    | Kamui Kobayashi | Sauber-Ferrari   | 1 min 48 s 863 | + 0 s 321 |
| 5    | Jenson Button   | McLaren-Mercedes | 1 min 49 s 091 | + 0 s 549 |
| 6    | Felipe Massa    | Ferrari          | 1 min 49 s 092 | + 0 s 550 |

La température ambiante est de 12 °C et la piste est à 19 °C au départ de la dernière séance d'essais libres. Comme prévu par les services météorologiques, le soleil est au rendez-vous et il ne pleut pas. Les pilotes ne tardent pas à s'élancer en piste, en pneus pour piste sèche, pour la première fois du week-end. Mark Webber réalise le premier temps de référence en 1 min 56 s 957 dès le début de la session,,,. 
Ce temps est amélioré par Bruno Senna à trois reprises (1 min 53 s 647, 1 min 52 s 562 puis 1 min 51 s 741) puis par Fernando Alonso en deux temps (1 min 50 s 936 et 1 min 50 s 690). Sergio Pérez prend alors la tête en 1 min 49 s 637 avant d'être battu par Romain Grosjean en 1 min 49 s 580 et Mark Webber en 1 min 49 s 164,,,. 
En fin de séance, Sergio Pérez reprend la tête en 1 min 48 s 850 mais Fernando Alonso établit finalement la meilleure performance en 1 min 48 s 542. Nico Rosberg s'est pour sa part arrêté en piste dès le premier quart d'heure à cause d'un problème de boîte de vitesses. Kimi Räikkönen se plaint du réglage de sa monoplace car il estime que les suspensions sont trop dures pour lui. Heikki Kovalainen est victime d'un problème avec son aileron arrière mobile qui ne fonctionne pas et Jenson Button manque d'appui à l'avant,,,.

## Séance de qualifications

### Résultats des qualifications

#### Session Q1
La température ambiante est de 16 °C, la piste est à 28 °C et le soleil brille au départ de la séance qualificative du Grand Prix de Belgique. Mark Webber et Nico Rosberg ont chacun reçu une pénalité de cinq places sur la grille de départ pour changement anticipé de boîte de vitesses. Si les Marussia F1 Team sont les premières voitures en piste, Paul di Resta signe le premier temps de référence en 1 min 50 s 033,,,. 
Sergio Pérez prend ensuite la tête du classement avec un tour en 1 min 49 s 642 mais son temps est battu par Fernando Alonso en 1 min 49 s 401. Jenson Button, qui dispose d'un réglage d'aileron (avec très peu d'appui) très différent de son coéquipier Lewis Hamilton qui préfère un appui maximum, améliore en 1 min 49 s 250 puis Pastor Maldonado, en pneus tendres, tourne en 1 min 48 s 993. Maldonado gêne ensuite Nico Hülkenberg dans son tour rapide : l'incident est examiné par les commissaires de course sous la houlette de Eliseo Salazar (ancien pilote de Formule 1, 24 Grands Prix de 1981 à 1983) et Maldonado écope de trois places de pénalité sur la grille de départ,,,,.
À l'issue de la session, les sept pilotes éliminés sont Narain Karthikeyan, Pedro de la Rosa, Charles Pic, Timo Glock, Vitaly Petrov, Heikki Kovalainen et Nico Rosberg, qui n'a pas cherché à améliorer son temps, se sachant déjà pénalisé de cinq places sur la grille,,,.

#### Session Q2
Les dix-sept pilotes qualifiés reprennent immédiatement la piste dès son ouverture et Sergio Pérez réalise le premier tour chronométré en 1 min 48 s 880. Mark Webber améliore en 1 min 48 s 662 mais doit céder sa place à Fernando Alonso (1 min 48 s 598) puis à Lewis Hamilton (1 min 48 s 563). Kimi Räikkönen tourne alors en 1 min 48 s 414 avant d'être battu par Jenson Button, qui a fait effectuer une petite réparation sur son aileron arrière, en 1 min 47 s 654,,,. 
Dans les dernières minutes, tous les pilotes se relancent sauf les deux premiers du classement, Button et Räikkönen. Sebastian Vettel, virtuellement éliminé, est sous pression : il ne lui reste plus qu'une possibilité de boucler un autre tour lancé, tout comme Michael Schumacher et Felipe Massa. Alors que Bruno Senna perd le contrôle de sa monoplace, sans gravité, dans le virage de Pouhon, aucun des trois pilotes sus-cités ne parvient à se qualifier pour la troisième phase,,,. 
Les éliminés sont donc Senna, Schumacher, Jean-Éric Vergne, son coéquipier Daniel Ricciardo, Massa, Nico Hülkenberg et Vettel,,,. 

#### Session Q3
La température est désormais de 17 °C dans l'air et 30 °C sur la piste quand les dix pilotes qualifiés prennent le départ de la troisième session. Kimi Räikkönen réalise le premier temps chronométré en 1 min 48 s 205. Quelques instants plus tard, Jenson Button améliore en 1 min 47 s 686,,,. 
À trois minutes du drapeau à damier, seuls Button et Räikkönen ont réalisé un tour chronométré. Tous les pilotes se lancent alors en piste pour un seul tour rapide. Jenson Button prend la piste le dernier, pour une seconde tentative, et est le seul à parvenir à améliorer son temps, tournant en 1 min 47 s 573. Il réalise sa première pole position au volant d'une McLaren, la huitième de sa carrière et sa première à Spa,,,.
Pilote le plus rapide dans le second secteur, Kamui Kobayashi réalise le deuxième temps de la session à quelques secondes de la fin et part ainsi en première ligne pour la première fois de sa carrière. Il devance Pastor Maldonado, Kimi Räikkönen, Sergio Pérez et Fernando Alonso. Mark Webber, septième mais pénalisé, s'élance de la douzième position. Hamilton, Romain Grosjean et Paul di Resta complètent la feuille des temps,,,.

### Grille de départ
| Pos.                                                                                      | Pilote                  | Écurie               | Qualifications 1 | Qualifications 2 | Qualifications 3 |
| ----------------------------------------------------------------------------------------- | ----------------------- | -------------------- | ---------------- | ---------------- | ---------------- |
| 1                                                                                         | Jenson Button SREC      | McLaren-Mercedes     | 1 min 49 s 250   | 1 min 47 s 654   | 1 min 47 s 573   |
| 2                                                                                         | Kamui Kobayashi SREC    | Sauber-Ferrari       | 1 min 49 s 686   | 1 min 48 s 569   | 1 min 47 s 871   |
| 3                                                                                         | Pastor Maldonado SREC   | Williams-Renault     | 1 min 48 s 993   | 1 min 48 s 780   | 1 min 47 s 893   |
| 4                                                                                         | Kimi Räikkönen SREC     | Lotus-Renault        | 1 min 49 s 546   | 1 min 48 s 414   | 1 min 48 s 205   |
| 5                                                                                         | Sergio Pérez SREC       | Sauber-Ferrari       | 1 min 49 s 642   | 1 min 47 s 980   | 1 min 48 s 219   |
| 6                                                                                         | Fernando Alonso SREC    | Ferrari              | 1 min 49 s 401   | 1 min 48 s 598   | 1 min 48 s 313   |
| 7                                                                                         | Mark Webber SREC        | Red Bull-Renault     | 1 min 49 s 859   | 1 min 48 s 546   | 1 min 48 s 392   |
| 8                                                                                         | Lewis Hamilton SREC     | McLaren-Mercedes     | 1 min 49 s 605   | 1 min 48 s 563   | 1 min 48 s 394   |
| 9                                                                                         | Romain Grosjean SREC    | Lotus-Renault        | 1 min 50 s 126   | 1 min 48 s 714   | 1 min 48 s 538   |
| 10                                                                                        | Paul di Resta SREC      | Force India-Mercedes | 1 min 50 s 033   | 1 min 48 s 729   | 1 min 48 s 890   |
| 11                                                                                        | Sebastian Vettel SREC   | Red Bull-Renault     | 1 min 49 s 722   | 1 min 48 s 792   |                  |
| 12                                                                                        | Nico Hülkenberg SREC    | Force India-Mercedes | 1 min 49 s 362   | 1 min 48 s 855   |                  |
| 13                                                                                        | Michael Schumacher SREC | Mercedes             | 1 min 49 s 742   | 1 min 49 s 081   |                  |
| 14                                                                                        | Felipe Massa SREC       | Ferrari              | 1 min 49 s 588   | 1 min 49 s 147   |                  |
| 15                                                                                        | Jean-Éric Vergne SREC   | Toro Rosso-Ferrari   | 1 min 49 s 763   | 1 min 49 s 354   |                  |
| 16                                                                                        | Daniel Ricciardo SREC   | Toro Rosso-Ferrari   | 1 min 49 s 572   | 1 min 49 s 543   |                  |
| 17                                                                                        | Bruno Senna SREC        | Williams-Renault     | 1 min 49 s 958   | 1 min 50 s 088   |                  |
| 18                                                                                        | Nico Rosberg SREC       | Mercedes             | 1 min 50 s 181   |                  |                  |
| 19                                                                                        | Heikki Kovalainen SREC  | Caterham-Renault     | 1 min 51 s 739   |                  |                  |
| 20                                                                                        | Vitaly Petrov SREC      | Caterham-Renault     | 1 min 51 s 967   |                  |                  |
| 21                                                                                        | Timo Glock              | Marussia-Cosworth    | 1 min 52 s 336   |                  |                  |
| 22                                                                                        | Pedro de la Rosa        | HRT-Cosworth         | 1 min 53 s 030   |                  |                  |
| 23                                                                                        | Charles Pic             | Marussia-Cosworth    | 1 min 53 s 493   |                  |                  |
| 24                                                                                        | Narain Karthikeyan      | HRT-Cosworth         | 1 min 54 s 989   |                  |                  |
| Temps minimal à réaliser pour la qualification : 1 min 56 s 622 (107 % de 1 min 48 s 993) |                         |                      |                  |                  |                  |

- Mark Webber, auteur du septième temps des qualifications, reçoit une pénalité de cinq places pour avoir changé de boîte de vitesses et s'élance de la douzième position sur la grille[26],[27].
- Nico Rosberg, auteur du dix-huitième temps des qualifications, reçoit une pénalité de cinq places pour avoir changé de boîte de vitesses et s'élance de la vingt-troisième position sur la grille[26],[28].
- Pastor Maldonado, auteur du troisième temps des qualifications, reçoit une pénalité de trois places pour avoir gêné Nico Hülkenberg pendant la session Q1 et s'élance de la sixième place sur la grille[26],[29].

## Course

### Déroulement de l'épreuve
Le départ du Grand Prix de Belgique est donné sous le soleil, par une température de 20 °C dans l'air et de 33 °C en piste. Sur la grille de départ, Kamui Kobayashi, en première ligne aux côtés de Jenson Button, voit ses freins évacuer une fumée épaisse à cause d'une surchauffe moteur. Alors que les feux de départ ne se sont pas encore éteints, Pastor Maldonado, en proie à des soucis avec son embrayage, vole le départ sous les yeux ébahis du directeur de course Charlie Whiting. Button conserve sa position de tête alors que Kobayashi, toujours en délicatesse avec ses freins, manque son envol. Tous les pilotes derrière lui cherchent à se décaler vers la droite de la grille pour éviter de l'accrocher. Dans la manœuvre, Romain Grosjean tasse Lewis Hamilton et leurs roues s'engrènent : la monoplace d'Hamilton est entraînée dans l'arrière de la monoplace de Grosjean puis les deux voitures décollent et percutent violemment Fernando Alonso, victime collatérale, avec Sergio Pérez, de l'accrochage initial. Alonso met un long moment à s'extraire de son cockpit avec l'aide du docteur Gary Hartstein arrivé depuis la voiture médicale,,,. 
Maldonado et Kobayashi, dont les monoplaces sont également endommagées, passent par leur stand dès le tour suivant alors que la voiture de sécurité fait son apparition pour permettre l'évacuation des monoplaces et des nombreux débris de carbone répandus à l'épingle de la Source. Derrière la voiture de sécurité, Jenson Button devance Kimi Räikkönen, Nico Hülkenberg, Paul di Resta, Michael Schumacher, Daniel Ricciardo, Jean-Éric Vergne, Mark Webber, Bruno Senna, Heikki Kovalainen, Felipe Massa, Sebastian Vettel et Nico Rosberg. La voiture de sécurité s'efface à l'entame du cinquième tour et Button prend rapidement de l'avance sur le second, Nico Hülkenberg, parti de la onzième place en pneus durs, et Kimi Räikkönen. Maldonado abandonne au virage des Combes, son aileron avant étant endommagé. Après huit boucles, Button compte 5 secondes d'avance sur Hülkenberg tandis que Räikkönen a des problèmes avec son train avant au freinage. Michael Schumacher, qui a dépassé Paul di Resta en piste, est désormais quatrième à 6 secondes. Sebastian Vettel double alors successivement Felipe Massa, son coéquipier Mark Webber et Bruno Senna pour pointer en cinquième position,,,. 
Dans le onzième tour, Schumacher dépasse Räikkönen et prend la troisième place tandis que di Resta est le premier à s'arrêter pour chausser des pneus durs. Räikkönen, Webber et Timo Glock l'imitent au tour suivant, Ricciardo, Massa et Petrov au douzième, Hülkenberg au treizième, Kovalainen et Karthikeyan au suivant. Dans les stands, Kovalainen est libéré trop tôt par son chef-mécanicien et percute Narain Karthikeyan qui rentre vers son box (il peut repartir mais abandonnera au trente-et-unième tour après une légère sortie de piste qui l'envoie dans le muret). Vergne et Pedro de la Rosa s'arrêtent au quinzième tour tandis que Button mène la course en solitaire : au quinzième passage sur la ligne, il possède 12 secondes d'avance sur Schumacher et 18 secondes sur Vettel : les trois hommes de tête retardent le plus possible leur passage par les stands et partent vraisemblablement pour effectuer une stratégie à un seul arrêt facilitée par le rythme lent du début de la course,,,. 
Bruno Senna et Charles Pic s'arrêtent afin de changer leurs pneus au seizième tour, Schumacher au dix-neuvième, Button et Rosberg au vingtième et Vettel au suivant. À la faveur des arrêts aux stands, Räikkönen reprend l'avantage sur Hülkenberg. À l'avant du classement, Mark Webber revient sur la troisième place d'Hülkenberg, entraînant dans son sillage son coéquipier Sebastian Vettel. Hülkenberg, Webber et Massa s'arrêtent au vingt-septième tour pour changer de pneus, Räikkönen et Ricciardo au suivant et Vergne au vingt-neuvième. Quelques minutes plus tard, Schumacher prend l'avantage sur Räikkönen qui manque de vitesse de pointe,,,. 
À dix tours de l'arrivée, Michael Schumacher, troisième, se trouve désormais sous la pression de Räikkönen, Hülkenberg, Webber et Massa, les cinq pilotes se tenant en moins de deux secondes. Räikkönen attaque Schumacher juste en bas du Raidillon de l'Eau Rouge et le passe. Surpris par cette manœuvre audacieuse, l'Allemand se fait dépasser par Hülkenberg dans la foulée et doit finalement observer un second arrêt au trente-cinquième tour car ses pneus sont à l'agonie : il rétrograde au septième rang de l'épreuve. Son coéquipier Rosberg a également dû repasser par les stands au tour précédent, tout comme Senna au trente-neuvième tour,,,. 
En tête de la course, après avoir passé les quarante-quatre tours en tête, Jenson Button obtient sa deuxième victoire de la saison, devançant sur le podium Sebastian Vettel et Kimi Räikkönen. Suivent pour les points : Hülkenberg, Massa, Webber, Schumacher, Vergne, Ricciardo et di Resta,,,.

### Classement de la course
| Pos. | no | Pilote                  | Écurie               | Tours | Temps/Abandon                      | Grille | Points |
| ---- | -- | ----------------------- | -------------------- | ----- | ---------------------------------- | ------ | ------ |
| 1    | 3  | Jenson Button SREC      | McLaren-Mercedes     | 44    | 1 h 29 min 08 s 530 (207,344 km/h) | 1      | 25     |
| 2    | 1  | Sebastian Vettel SREC   | Red Bull-Renault     | 44    | + 13 s 624                         | 10     | 18     |
| 3    | 9  | Kimi Räikkönen SREC     | Lotus-Renault        | 44    | + 25 s 334                         | 3      | 15     |
| 4    | 12 | Nico Hülkenberg SREC    | Force India-Mercedes | 44    | + 27 s 843                         | 11     | 12     |
| 5    | 6  | Felipe Massa SREC       | Ferrari              | 44    | + 29 s 845                         | 14     | 10     |
| 6    | 2  | Mark Webber SREC        | Red Bull-Renault     | 44    | + 31 s 244                         | 12     | 8      |
| 7    | 7  | Michael Schumacher SREC | Mercedes             | 44    | + 53 s 374                         | 13     | 6      |
| 8    | 17 | Jean-Éric Vergne SREC   | Toro Rosso-Ferrari   | 44    | + 58 s 865                         | 15     | 4      |
| 9    | 16 | Daniel Ricciardo SREC   | Toro Rosso-Ferrari   | 44    | + 1 min 02 s 982                   | 16     | 2      |
| 10   | 11 | Paul di Resta SREC      | Force India-Mercedes | 44    | + 1 min 03 s 783                   | 9      | 1      |
| 11   | 8  | Nico Rosberg SREC       | Mercedes             | 44    | + 1 min 05 s 111                   | 23     |        |
| 12   | 19 | Bruno Senna SREC        | Williams-Renault     | 44    | + 1 min 11 s 529                   | 17     |        |
| 13   | 14 | Kamui Kobayashi SREC    | Sauber-Ferrari       | 44    | + 1 min 56 s 119                   | 2      |        |
| 14   | 21 | Vitaly Petrov SREC      | Caterham-Renault     | 43    | + 1 tour                           | 20     |        |
| 15   | 24 | Timo Glock              | Marussia-Cosworth    | 43    | + 1 tour                           | 21     |        |
| 16   | 25 | Charles Pic             | Marussia-Cosworth    | 43    | + 1 tour                           | 23     |        |
| 17   | 20 | Heikki Kovalainen SREC  | Caterham-Renault     | 43    | + 1 tour                           | 19     |        |
| 18   | 22 | Pedro de la Rosa        | HRT-Cosworth         | 43    | + 1 tour                           | 22     |        |
| Abd. | 23 | Narain Karthikeyan      | HRT-Cosworth         | 30    | Sortie de piste                    | 24     |        |
| Abd. | 18 | Pastor Maldonado SREC   | Williams-Renault     | 3     | Accrochage                         | 6      |        |
| Abd. | 15 | Sergio Pérez SREC       | Sauber-Ferrari       | 0     | Carambolage au départ              | 4      |        |
| Abd. | 5  | Fernando Alonso SREC    | Ferrari              | 0     | Carambolage au départ              | 5      |        |
| Abd. | 4  | Lewis Hamilton SREC     | McLaren-Mercedes     | 0     | Carambolage au départ              | 7      |        |
| Abd. | 10 | Romain Grosjean SREC    | Lotus-Renault        | 0     | Carambolage au départ              | 8      |        |

### Pole position et record du tour
Jenson Button réalise la huitième pole position de sa carrière, sa première en Belgique, sa première depuis la saison 2009 et sa première pour le compte de l'écurie McLaren Racing. Bruno Senna signe son premier meilleur tour en course pour son trente-huitième départ en Grand Prix de Formule 1.
- Pole position :  Jenson Button (McLaren-Mercedes) en 1 min 47 s 573 (234,393 km/h)[35].
- Meilleur tour en course :  Bruno Senna (Williams-Renault) en 1 min 52 s 822 (233,488 km/h) au quarante-troisième tour[36].

### Tours en tête
Parti en pole position, Jenson Button profite de son avantage pour éviter le carambolage du départ et se retrouver en tête derrière la voiture de sécurité. Dès le restart, il prend assez d'avance sur ses poursuivants pour ne pas être inquiété. Gérant ses pneumatiques pour repousser son arrêt au stand au dernier moment, il ne cède jamais sa première place et termine les quarante-quatre tours en solitaire, gardant toujours une bonne marge sur le second.
- Jenson Button : 44 tours (1-44).

## Classements généraux à l'issue de la course
| Pos. | Pilote             | Écurie               | Points |
| ---- | ------------------ | -------------------- | ------ |
| 1    | Fernando Alonso    | Ferrari              | 164    |
| 2    | Sebastian Vettel   | Red Bull-Renault     | 140    |
| 3    | Mark Webber        | Red Bull-Renault     | 132    |
| 4    | Kimi Räikkönen     | Lotus-Renault        | 131    |
| 5    | Lewis Hamilton     | McLaren-Mercedes     | 117    |
| 6    | Jenson Button      | McLaren-Mercedes     | 101    |
| 7    | Nico Rosberg       | Mercedes             | 77     |
| 8    | Romain Grosjean    | Lotus-Renault        | 76     |
| 9    | Sergio Pérez       | Sauber-Ferrari       | 47     |
| 10   | Felipe Massa       | Ferrari              | 35     |
| 11   | Michael Schumacher | Mercedes             | 35     |
| 12   | Kamui Kobayashi    | Sauber-Ferrari       | 33     |
| 13   | Nico Hülkenberg    | Force India-Mercedes | 31     |
| 14   | Pastor Maldonado   | Williams-Renault     | 29     |
| 15   | Paul di Resta      | Force India-Mercedes | 28     |
| 16   | Bruno Senna        | Williams-Renault     | 24     |
| 17   | Jean-Éric Vergne   | Toro Rosso-Ferrari   | 8      |
| 18   | Daniel Ricciardo   | Toro Rosso-Ferrari   | 4      |

| Pos. | Écurie               | Points |
| ---- | -------------------- | ------ |
| 1    | Red Bull-Renault     | 272    |
| 2    | McLaren-Mercedes     | 218    |
| 3    | Lotus-Renault        | 207    |
| 4    | Ferrari              | 199    |
| 5    | Mercedes             | 112    |
| 6    | Sauber-Ferrari       | 80     |
| 7    | Force India-Mercedes | 59     |
| 8    | Williams-Renault     | 53     |
| 9    | Toro Rosso-Ferrari   | 12     |

## Statistiques
Le Grand Prix de Belgique 2012 représente :
- la 8e pole position de sa carrière pour Jenson Button[40] ;
- la 14e victoire de sa carrière pour Jenson Button[41] ;
- la 179e victoire pour McLaren en tant que constructeur[42] ;
- la 93e victoire pour Mercedes-Benz en tant que motoriste[43] ;
- le 1er meilleur tour en course de sa carrière pour Bruno Senna[44].

Au cours de ce Grand Prix :
- Sebastian Vettel passe la barre des 900 points inscrits en championnat du monde (913 points) ;
- Mark Webber passe la barre des 800 points inscrits en championnat du monde (801,5 points);
- Kimi Räikkönen passe la barre des 700 points inscrits en championnat du monde (710 points).
- Eliseo Salazar (24 Grands Prix entre 1981 et 1983, 3 points) est nommé assistant des commissaires de course.